# 337 Devosa
A 337 Devosa (ideiglenes jelöléssel 1892 E) a Naprendszer kisbolygóövében található aszteroida. Auguste Charlois fedezte fel 1892. szeptember 22-én.